# Magdalena Sadłecka

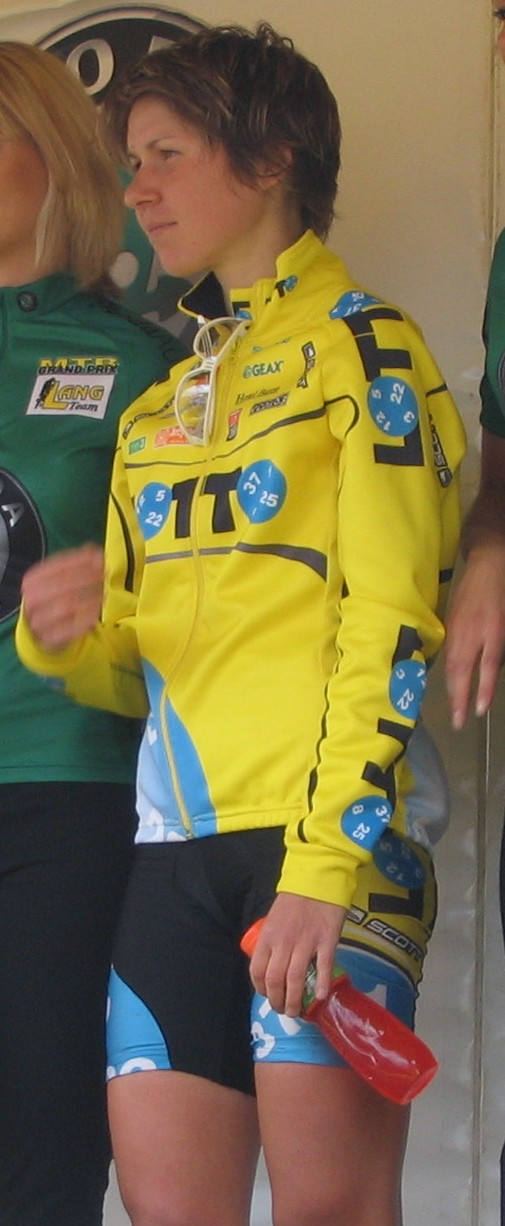
Magdalena Sadłecka na podium SkodaAutoGP w Gdyni 2005

Magdalena Sadłecka (ur. 17 marca 1982 w Łodzi) – polska kolarka górska, srebrna medalistka mistrzostw świata (2003) oraz mistrzostw Polski w maratonie MTB, złota medalistka mistrzostw Polski w kolarstwie górskim, wicemistrzyni świata i mistrzyni Europy juniorek (2000), uczestniczka Igrzysk Olimpijskich w Atenach w 2004.
Uprawia kolarstwo od 1995, ściga się w barwach Grupy CCC Polkowice. Jej poprzednie kluby to: HALLS MTB Professional Team, Optex-Opoczno, LOTTO-PZU S.A. i CCC-Polsat. Honorowy członek Klubu Rowerowego Adventure Łódź od 2004 roku.

## Ważniejsze osiągnięcia
2005
- 2 m. Vuelta a Catalana (E1)
- 2 m. Puchar Austrii MTB (E1)
- 2 m. Puchar Polski - Wambierzyce (szosa)
- 1 m. SkodaAuto GP MTB - Gdynia (E1)
- 1 m. Mistrzostwa Polski MTB (Olsztyn k. Częstochowy) - seniorka
- 3 m. SkodaAuto GP MTB - klasyfikacja generalna 2005
- 2 m. Mistrzostwa Polski w maratonie MTB

2004
- 1 m. SkodaAuto GP MTB - Czarnków
- 2 m. Rekonesans olimpijski - Ateny
- 3 m. Puchar Czech

2003
- 2 m. Mistrzostwa świata w maratonie w Lugano
- 11 m. Ranking UCI
- 10 m. Mistrzostwa Europy w Grazu
- 9 m. Mistrzostwa Świata w Lugano
- 3 m. Skoda Auto Grand Prix MTB
- 3 m. Puchar Polski
- 3 m. Ranking PZKol